# 서슬라보니아 세르브인 자치주
서슬라보니아 세르비아인 자치주(세르보크로아트어: Srpska autonomna oblast Zapadna Slavonija, 세르비아어: Српска аутономна област Западна Славонија) 또는 SAO 서슬라보니아는 크로아티아 내에서 자치를 선포한 세르비아인 자치주 중 하나이다. 1991년 8월 12일 독립을 선포하였으며 이후 세르비아 크라이나 공화국에 흡수되었다. 1995년 5월 플래시 작전으로 크로아티아군의 진격으로 세르브계 세력이 패퇴하면서 멸망하였다.

## 역사
SAO 서슬라보니아 수립 선언 직후, 유고슬라비아 인민군(JNA)과 세르비아 및 보스니아 헤르체고비나에서 온 세르브계 준군사의 지원을 받은 세르브인 반군은 오쿠차니와 다루바르를 점령하여 크로아티아에서 슬라보니아를 포위해 끊어버리겠다고 위협하였다. 이 당시 세르브계가 점령한 지역은 매우 넓었으나 대부분이 산과 구릉인데다가 숲도 많아 인프라가 열약하였다. 이후 몇달간 파크라츠 인근에서 격렬한 전투가 펼쳐졌으며 세르브계가 점령한 서슬라보니아에서는 크로아트인을 쫓아내는 등 인종 청소 행위를 하였다. 대부분의 지역에서는 세르브계 마을에서 끌어온 질낮은 장비의 세르브계 민병대와 제때 보급받지 못하는 유고 인민군 등으로 무장되었기 때문에 크로아티아를 밀어낼 수 없었다.
1991년 10월 31일, 크로아티아군은 빌로고라 고원을 향한 공세인 옥토스 10 작전을 시작하였다. 작전 성공에 뒤이어 12월 12일 크로아티아군은 오르칸-91 작전으로 세르비아군 및 유고슬라비아군을 초기 통제 영토의 극히 일부분에 불과한 포위망으로 밀어넣었다. 이 작전으로 다루바르가 탈환되었다. 또한 대퇴각 중 세르브계 반군이 보친 학살을 일으켜 크로아트인 43명을 학살하였다. 1992년 1월 2일에는 유엔이 사라예보에서 휴전을 중재하였다.
1993년 2월 18일, 크로아티아와 지역 내 세르브계 지도자들이 다루바르 협정을 체결하였다. 협정 내용은 비밀이었으며 전장의 주민들을 위해 최대한 빨리 중요 인프라를 공급하겠다는 내용이었다. 하지만 크닌의 세르비아 크라이나 공화국이 협정 내용을 알게 되면서 협정에 서명하였던 주요 세르브계 지도부를 체포하였다.
1995년 5월에는 플래시 작전으로 이틀만에 크로아티아군이 서슬라보니아 전역을 점령하면서 세르브계 점령 지역이 완전히 사라졌다.

## 같이 보기
- 크로아티아 독립 전쟁
- SAO 크라이나

## 참고 문헌
- Engelberg, Stephen (1991년 12월 19일). “Villagers in Croatia Recount Massacre by Serbian Forces”. 《The New York Times》.